# Yūta Watase
Yūta Watase (jap. 渡瀬 雄太, Watase Yūta; * 8. August 1982 in Rumoi, Präfektur Hokkaidō) ist ein ehemaliger japanischer Skispringer.

## Werdegang
Watase besuchte wie andere Skispringer die mit der Nihon-Universität assoziierte gleichnamige private Oberschule in Sapporo.
Watase trat im Januar 1999 beim Weltcupspringen in Sapporo erstmals bei einem internationalen Springen an und konnte mit einem 14. Platz auf Anhieb seine ersten Weltcuppunkte gewinnen. Nachdem er im Sommer des Jahres beim Skisprung-Grand-Prix einen ersten Platz mit dem Team in Hakuba erreichen konnte, wurde er ab der Weltcupsaison 1999/00 auch bei den in Europa stattfindenden Weltcups eingesetzt. Nach einem guten Saisonbeginn mit einem 15. Platz beim Auftaktspringen im finnischen Kuopio konnte er jedoch bei keinem Springen mehr den zweiten Durchgang erreichen oder scheiterte mehrfach an der Qualifikation. Im Sommer 2000 trat er nur bei den in Japan stattfindenden Grand-Prix an. Obwohl er dort nur mäßige Leistungen erbrachte, startete er im folgenden Winter wieder im Weltcup. Hier hatte er dieselben Probleme wie im Vorjahr, konnte aber am 10. Januar 2001 in Park City mit einem achten Platz sein erstes Resultat unter den besten Zehn bei einem Einzelwettbewerb erreichen. Bei den Sommerspringen 2001 stabilisierte sich seine Leistung auf einem hohen Niveau und er konnte mehrere Top-10-Platzierungen erreichen. Im Winter 2001/02 trat er zunächst gar nicht an und stieg dann im Januar 2002 in den Continental Cup (COC) ein. Erst gegen Ende des Winters startete er bei einigen Weltcupspringen, blieb jedoch erfolglos. Danach verschwand er für einige Zeit völlig vom erstklassigen Springen und trat nur bei in Japan stattfindenden COC- und FIS-Springen an. Erst kurz vor Ende des Jahres 2004 startete er beim Continental Cup in St. Moritz wieder in Europa. Nachdem er im Januar und Februar 2005 noch an weiteren COC-Springen teilgenommen hatte, startete er zu Ende der Saison wieder bei FIS-Springen in Japan. In der Saison 2005/06 startete er nur bei einem Weltcup und einem FIS Cup, die beide in Sapporo stattfanden. In der Folgesaison 2006/07 nahm er gar nur an zwei FIS Cups teil. Nachdem er im Januar 2008 wieder bei in Sapporo stattfindenden COCs angetreten war und dort einen zweiten Platz erzielen konnte, nahm er für den Rest der Saison 2007/08 wieder am Weltcup teil, blieb jedoch ohne nennenswerte Ergebnisse. Beim Sommer-Grand-Prix 2008 nahm er erstmals seit sieben Jahren wieder an Sommerspringen und konnte Platzierungen im Mittelfeld erreichen. Sein bisher bestes Ergebnis bei einem Weltcupspringen erreichte er mit Platz fünf am 31. Januar 2009 beim Springen von der Großschanze in Sapporo.
Bei den Asienspielen 2011 in Almaty, deren Sprungwettbewerbe auf den neuerbauten Schanzen des Gorney-Gigant-Komplexes ausgetragen wurden, gewann Watase im Team mit Kazuyoshi Funaki, Yūhei Sasaki und Kazuya Yoshioka die Goldmedaille. Die Premiere des Mixed-Team-Wettbewerbes im Rahmen des Sommer-Grand-Prix am 14. August 2012 im französischen Courchevel gewann er mit dem japanischen Team. Beim allerersten Mixed-Wettkampf im Weltcup am 24. November 2012 belegte er mit der japanischen Mannschaft den zweiten Rang.
Schon sein Vater Yatarō Watase (渡瀬 弥太郎)  war Skispringer und seine zwei Jahre jüngere Schwester Ayumi Watase (渡瀬 あゆみ) gehört zur Weltelite des Damenskispringens.

## Statistik

### Weltcup-Platzierungen
| Saison  | Platz | Punkte |
| ------- | ----- | ------ |
| 1998/99 | 63.   | 025    |
| 1999/00 | 64.   | 016    |
| 2000/01 | 56.   | 035    |
| 2001/02 | 77.   | 005    |
| 2004/05 | 69.   | 014    |
| 2005/06 | 85.   | 001    |
| 2007/08 | 80.   | 003    |
| 2008/09 | 33.   | 142    |
| 2009/10 | 75.   | 007    |
| 2011/12 | 48.   | 058    |
| 2012/13 | 53.   | 030    |
| 2013/14 | 52.   | 078    |

### Grand-Prix-Platzierungen
| Saison | Platz | Punkte |
| ------ | ----- | ------ |
| 1999   | 19.   | 042    |
| 2000   | 45.   | 012    |
| 2001   | 13.   | 129    |
| 2008   | 43.   | 055    |
| 2010   | 37.   | 043    |
| 2012   | 10.   | 163    |